# Der Bulle von Tölz: Unter Freunden
Unter Freunden ist ein deutscher Fernsehfilm von Walter Bannert aus dem Jahr 1996 nach einem Drehbuch von Claus Peter Hant. Es ist die 3. Folge der Krimiserie Der Bulle von Tölz mit Ottfried Fischer als Hauptdarsteller in der Rolle des Hauptkommissars Benno Berghammer. Die Erstausstrahlung erfolgte am 28. Januar 1996 auf Sat.1.

## Handlung
Vor dem Bad Tölzer Finanzamt explodiert eine Autobombe und tötet die Finanzbeamtin Gisela Rose. In unmittelbarer Nähe des Wracks werden Zeitungsausschnitte gefunden, die allesamt über einen Finanzskandal berichten: Dem Bauunternehmer Anton Rambold soll eine Steuerschuld von 43,5 Millionen Mark erlassen worden sein.
Unterdessen erhält Resi Berghammer einen Steuerbescheid, wonach sie 30.000 Mark bezahlen soll. Als sie sich beim Finanzamt beschweren will, trifft sie dort auf ihren Sohn Benno und seine Kollegin Sabrina Lorenz. Der Kommissar verspricht seiner Mutter, die Angelegenheit zu regeln – was er jedoch in den Ermittlungswirren immer wieder vergisst.
Von der Betriebsprüferin Elfriede Seidl erfahren die Kommissare, dass sie wegen eines Unfalls für längere Zeit im Krankenhaus gewesen ist und bis zu ihrer Rückkehr Finanzoberrat Hecht ihre Aufgaben übernommen hat. Da dieser gerade bei der Großfleischerei Traxl eine Betriebsprüfung durchführt, suchen Lorenz und Berghammer ihn dort auf und erhalten von ihm die Auskunft, dass nur er mit der Steueraffäre Rambold befasst war, Gisela Rose sich aber durchaus Akteneinsicht verschafft haben könnte.
Tags darauf findet Kommissarin Lorenz heraus, dass Hecht sein Auto am Tag vor dem Anschlag an Frau Rose verkauft hat, was bedeuten könnte, dass die Bombe nicht ihr, sondern Hecht gegolten hat. Von seiner Lebensgefährtin Eva Ackermann erhalten sie die Auskunft, dass er sich im Finanzamt aufhält. Die Kommissare kündigen sich telefonisch bei ihm an, doch als sie im Amt eintreffen, fehlt von Hecht jede Spur. Es sieht aus, als habe ein Kampf stattgefunden. Auf dem Computer entdeckt Kommissarin Lorenz eine Akte über eine Betriebsprüfung bei Firma Traxl. Im Kommissariat findet sie heraus, dass diese Firma mit mehreren Behörden Schwierigkeiten hat und deren Chef in Südafrika als Terrorist gilt und per Haftbefehl gesucht wird. Traxl bestreitet entschieden, mit der Entführung des Finanzbeamten etwas zu tun zu haben.
Im Untersuchungsausschuss des Bayerischen Landtages zur „Steueraffäre Rambold“ argumentiert Staatssekretär von Gluck damit, dass ein Beharren auf der Steuerforderung einige hundert Arbeitsplätze kosten würde, die Entscheidung für den Steuererlass sei unerlässlich gewesen. Den Ausschussvorsitzenden lässt er in einem persönlichen Gespräch wissen, dass es sein Schaden nicht sein solle, wenn er im Sinne Rambolds auf den Untersuchungsausschuss einwirke. Er erhalte ein Grundstück zum „Vorzugspreis“, und Rambold baue ihm ein Haus darauf – ebenfalls zum Vorzugspreis.
Bei einem gemütlichen Abendessen im Hotelrestaurant „Residence“ erzählt Elfriede Seidl dem Kommissar, Anton Rambold habe Herrn Hecht auch schon in dieses Restaurant eingeladen und ihm sogar einen lukrativen Job angeboten, was der unbestechliche Beamte jedoch abgelehnt habe, worüber Rambold sehr erbost gewesen sei. Sie verspricht Berghammer herauszufinden, was Hecht bei Traxl aufgedeckt haben könnte.
Anton Rambold antwortet ausweichend, als die Kommissare ihn zum Finanzbeamten Hecht befragen. Er appelliert an Bennos Vernunft, sie seien doch alte Freunde. Doch Sabrina Lorenz lässt nicht locker, bis der Bauunternehmer ein Alibi durch den Betriebsleiter einer seiner Brauereien vorweist.
Elfriede Seidl findet heraus, dass Rambold für Finanzamtsdirektor Glann ein neues Haus baut, obwohl der schon eines hat. Zunächst bestreitet Rambold, Einfamilienhäuser zu bauen, doch dann lenkt er ein, das laufe neben den Großprojekten so mit. Das habe aber nichts mit dem Steuerskandal zu tun, Glann zahle wie jeder andere auch. Da Firma Rambold auch Abbrucharbeiten durchführt, wollen die Kommissare das Sprengstofflager sehen. Die Sprengkapseln, die der Sprengmeister ihnen zeigt, sind identisch mit jener, die für die Autobombe verwendet wurde. Da Material aus dem Lager fehlt und der Sprengmeister einräumt, kürzlich sei das Schloss kaputt gewesen, kommt Anton Rambold allmählich in einen Erklärungsnotstand.
Frau Seidl besucht Benno Berghammer im Kommissariat und informiert ihn über das Gebaren der Firma Traxl. Der Betrieb sei absolut sauber, nur habe der Chef zweimal versucht, ihr eine Vergnügungsreise als Dienstreise unterzujubeln. Sie bedankt sich noch einmal für das Abendessen und schlägt eine Wiederholung vor. Zum Abschied küsst sie den Kommissar.
Hausmeister Duffner vom Finanzamt meldet sich erst nach mehreren Tagen Besäufnis bei den Kommissaren. Er hat kurz vor der Explosion einen Mann vor dem Amt gesehen. Auf einem Foto erkennt er Anton Rambold wieder. Der Bauunternehmer sagt dazu aus, er sei zum Finanzamt gefahren, weil eine anonyme Anruferin in Aussicht gestellt habe, ihm in der Steueraffäre behilflich zu sein. In Wirklichkeit habe man ihm eine Falle gestellt.
Als Staatssekretär von Gluck in Erfahrung bringt, dass Rambold nun als Hauptverdächtiger gilt und wegen Mordes und Entführung angeklagt werden soll, informiert er Finanzamtsdirektor Ulrich Glann darüber. Sie beschließen, den Bauunternehmer über die Klinge springen zu lassen und den Untersuchungsausschuss dazu zu bewegen, die Entscheidung rückgängig zu machen, sodass Rambold inklusive Zinsen 50 Millionen Mark Steuern nachzahlen muss. Als Rambold erfährt, dass der Untersuchungsausschuss sich umentschieden hat, platzt er unter wüsten Beschimpfungen in eine laufende Sitzung des Staatssekretärs und beruhigt sich erst wieder, als von Gluck ihm einen Auftrag zum Abriss eines Atomkraftwerks garantiert.
Nachdem Resi Berghammer mittlerweile mehrere Schreiben vom Finanzamt und Besuch vom Gerichtsvollzieher bekommen hat, wendet sich ihr Sohn Benno vertrauensvoll an Frau Seidl, die sich umgehend darum kümmern will.
Im Büro des entführten Finanzbeamten drückt Benno Berghammer auf die Wahlwiederholung des Telefons, um herauszufinden, wen Hecht zuletzt angerufen hat. Es handelt sich um die Privatnummer des Richters Dr. Renner. Dieser weiß jedoch nur, dass Hecht hochbrisantes Material über Beamtenbestechung hinterlegen wollte, was jedoch nicht geschehen sei.
Auf der Suche nach Hinweisen über Hechts Verbleib teilen sich die Kommissare auf: Sabrina Lorenz nimmt sich Hechts Wohnung vor, während Benno Berghammer zu Eva Ackermann fährt. An beiden Orten herrscht ein heilloses Durcheinander. Frau Ackermann stellt fest, dass keine Wertgegenstände fehlen, doch als Berghammer sie fragt, was sie bei ihrem Auszug aus der gemeinsamen Wohnung Hechts Tresor entnommen hat, fällt ihr ein, dass sie „versehentlich“ einen Packen Kontoauszüge mitgenommen hat, aus denen hervorgeht, dass jeden Monat 15.000 Mark auf ein Schweizer Konto überwiesen wurden, und zwar von Traxl zu Frau Seidls Gunsten. Doch nun sind die Auszüge weg. Ackermann gibt schließlich zu, sie habe ihren Lebensgefährten mit den Kontoauszügen konfrontieren wollen, doch da sei er schon verschwunden gewesen. In Hechts persönlichen Notizen findet Berghammer einen konkreten Hinweis darauf, dass Traxl in großem Stil Steuern hinterzogen und Frau Seidl ihn gedeckt hat. Die Kommissare wollen Traxl verhaften, doch der ist nicht in der Firma anzutreffen. In seinem Büro findet Berghammer ein gerahmtes Bild von seiner Hütte in der Nähe des Schliersees. Während die Ermittler dorthin unterwegs sind, erklärt Traxl dem gefesselten und geknebelten Finanzbeamten, er befinde sich im Krieg, und Krieg koste viel Geld. Da könne er einen unbestechlichen Finanzbeamten nicht brauchen. Er schneidet Hecht eine Pulsader auf und lässt das Blut in einen Eimer tropfen. Das Schlimmste habe er schon hinter sich, er werde bald einschlafen. Seine Freundin müsse übrigens auch sterben, weil sie die Kontoauszüge gesehen habe, er könne kein Risiko eingehen. Gerade noch rechtzeitig kommen Lorenz und Berghammer an und verhaften Traxl.
Resi Berghammer bedankt sich gerade mit einem Blumenstrauß bei Elfriede Seidl, weil das Verfahren niedergeschlagen wurde und keine Nachzahlung fällig ist, da kommt ihr Sohn dazu und verhaftet die Finanzbeamtin wegen Beihilfe zum Mord.

## Hintergrund
Die Dreharbeiten wurden in Bad Tölz, Holzkirchen, im Kloster Benediktbeuern und in Berg am Starnberger See (Bootswerft) durchgeführt; als Schauplatz für die „Pension Resi“ diente das Hollerhaus Irschenhausen.